# Очки (рослина)
О́чки (Biscutella) — рід квіткових рослин родини капустяних (Brassicaceae). Містить 53 види, які зростають у Європі, на півночі Африки й на заході Азії. Латинська назва роду походить від характерної форми стручка (лат. bis — два, scutellum — щиток).

## Опис
Це багаторічні або однорічні трав'янисті рослини або, рідше, напівкущики. Надземні частини рослини запушені простими трихомами. Листки розташовані почергово на стеблі, нероздільними чи перистими. Квітки чотирискладові. Чашолистки від прямовисних до висхідних. Чотири жовті пелюстки зазвичай поділяються на пластинку та еліптичний нігтик. Є два кола з шістьма тичинками. Пиляки від яйцеподібних до довгастих. Здебільшого плоскі стручки мають однонасінні плодові відділення (локули), які розташовані попарно, а плоди виглядають як окуляри. Є 2 крилаті плодові віяла. Основні числа хромосом: x = 6, 8, 9, 18 або 27.